# むたゆうじ
むた ゆうじ（1956年2月18日 - ）は日本のシンガーソングライター。「出前コンサート」を開催するほか、CMソング制作、校歌制作を行う。高齢者向けグループホーム「喫茶去（きっさこ）」も運営している。

## 略歴
1956年2月18日生まれ。
熊本県水俣市出身。熊本県宇城市在住。
18歳よりライブ活動を行っていたが、20歳のときにハンディキャップを持つ青年と出会ったことから、自ら音響機材を持って行く「出前コンサート」を福祉施設や学校などで演奏を行うようになった。
2006年より2015年まで「ゆずり葉音楽祭」を主宰する。
2013年より4月に宇城市にて「春の小川コンサート」を主宰する。
『テレビタミン』（熊本県民テレビ）ではゲストコメンテーターを務めた。
2016年の熊本地震の際には、避難者の要望によって、宇城市の避難所などでライブを行ったほか、復興応援歌『がんばる県くまもと』を提供している。
2016年2枚のアルバム「いのちのなまえ」「お風呂帰りの祈り星」を発売。
著作に「雨もいい天気」（東洋出版）がある。

## 校歌提供
- 水俣市立緑東中学校 校歌「未来への約束」[5]